# Pichelswerder
Pichelswerder è una zona del quartiere Wilhelmstadt di Berlino. È una penisola boscosa posta fra il fiume Havel e il lago Stößensee.
Pichelswerder, pur attraversata da un grande asse stradale (la Heerstraße), è un'area naturale di grande bellezza, apprezzata area di relax e svago.

## Storia
Precedentemente territorio agricolo (Gutsbezirk), Pichelswerder fu incorporata nel 1920 nella "Grande Berlino", entrando a far parte del distretto di Spandau.